# 54. Primetime Emmy-gála
Az 54. Primetime Emmy-gála során a 2001 és 2002 között főműsoridőben bemutatott, amerikai televíziós programokat értékelték. A jelölteket az Academy of Television Arts & Sciences választotta ki. A Los Angeles-i Shrine Auditoriumben tartott ceremóniát az NBC tűzte műsorra 2002. szeptember 22-én, a jelöltek listáját pedig 2002. július 22-én hozták nyilvánosságra. A műsor házigazdája Conan O’Brien volt.

## Győztesek és jelöltek
A nyertesek félkövérrel jelölve.

### Műsorok
| Legjobb vígjátéksorozat | Legjobb drámasorozat |
| --- | --- |
| - Jóbarátok (NBC) - Félig üres (HBO) - Szeretünk Raymond (CBS) - Szex és New York (HBO) - Will és Grace (NBC)                                                                                              | - Az elnök emberei (NBC) - 24 (Fox) - CSI: A helyszínelők (CBS) - Esküdt ellenségek (NBC) - Sírhant művek (HBO) |
| Legjobb varieté szkeccssorozat | Legjobb különkiadás |
| - Late Show with David Letterman (CBS) - The Daily Show with Jon Stewart (Comedy Central) - Politically Incorrect with Bill Maher (ABC) - Saturday Night Live (NBC) - The Tonight Show with Jay Leno (NBC) | - America: A Tribute to Heroes - 2002. évi téli olimpiai játékok nyitóeseménye (NBC) - 74. Oscar-gála (ABC) - Carol Burnett: Show Stoppers (CBS) - Cirque du Soleil: Alegria (Bravo) - The Concert for New York City (VH1) |
| Legjobb tévéfilm | Legjobb minisorozat |
| - Churchill - A brit oroszlán (HBO) - Baráti vacsora (HBO) - James Dean (TNT) - Egy gyilkosság története (HBO) - Háború a háborúról (HBO)                                                                  | - Az elit alakulat (HBO) - Dinotópia – Őslények szigete (ABC) - Artúr király és a nők (TNT) - Shackleton: Túlélni az Antarktiszt (A&E)                                                                                     |

### Színészek

#### Főszereplők
| Legjobb férfi főszereplő (vígjátéksorozat) | Legjobb női főszereplő (vígjátéksorozat) |
| --- | --- |
| - Ray Romano – Szeretünk Raymond (Ray Barone) (CBS) (Epizód: “Régi emlékek”) - Kelsey Grammer – Frasier – A dumagép (Dr. Frasier Crane) (NBC) - Matt LeBlanc – Jóbarátok (Joey Tribbiani) (NBC) - Bernie Mac – The Bernie Mac Show (Bernie McCullough) (Fox) - Matthew Perry – Jóbarátok (Chandler Bing) (NBC)                                           | - Jennifer Aniston – Jóbarátok (Rachel Green) (NBC) - Patricia Heaton – Szeretünk Raymond (Debra Barone) (CBS) (Epizód: “Szavazz Debrára!”) - Jane Kaczmarek – Már megint Malcolm (Lois) (Fox) (Epizód: “Póker”) - Debra Messing – Will és Grace (Grace Adler) (NBC) - Sarah Jessica Parker – Szex és New York (Carrie Bradshaw) (HBO)                  |
| Legjobb férfi főszereplő (drámasorozat) | Legjobb női főszereplő (drámasorozat) |
| - Michael Chiklis – The Shield – Kemény zsaruk (Vic Mackey) (FX) - Michael C. Hall – Sírhant művek (David Fisher) (HBO) - Peter Krause – Sírhant művek (Nate Fisher) (HBO) - Martin Sheen – Az elnök emberei (Jed Bartlet) (NBC) - Kiefer Sutherland – 24 (Jack Bauer) (Fox)                                                                             | - Allison Janney – Az elnök emberei (C. J. Cregg) (NBC) - Amy Brenneman – Amynek ítélve (Amy Gray) (CBS) - Frances Conroy – Sírhant művek (Ruth Fisher) (HBO) - Jennifer Garner – Alias (Sydney Bristow) (ABC) - Rachel Griffiths – Sírhant művek (Brenda Chenowith) (HBO)                                                                              |
| Legjobb férfi főszereplő (minisorozat, antológiasorozat vagy tévéfilm) | Legjobb női főszereplő (minisorozat, antológiasorozat vagy tévéfilm) |
| - Albert Finney – Churchill - A brit oroszlán (Winston Churchill) (HBO) - Kenneth Branagh – Shackleton: Túlélni az Antarktiszt (Ernest Shackleton) (A&E) - Beau Bridges – Volt egyszer egy boldog család... (Michael Mulvaney) (Lifetime) - James Franco – James Dean (James Dean) (TNT) - Michael Gambon – Háború a háborúról (Lyndon B. Johnson) (HBO) | - Laura Linney – Vad Iris (Iris Bravard) (Showtime) - Angela Bassett – Út a szabadsághoz - Rosa Parks története (Rosa Parks) (CBS) - Blythe Danner – Volt egyszer egy boldog család... (Corinne Mulvaney) (Lifetime) - Vanessa Redgrave – Churchill - A brit oroszlán (Clementine Churchill) (HBO) - Gena Rowlands – Vad Iris (Minnie Brinn) (Showtime) |

#### Mellékszereplők
| Legjobb férfi mellékszereplő (vígjátéksorozat) | Legjobb női mellékszereplő (vígjátéksorozat) |
| --- | --- |
| - Brad Garrett – Szeretünk Raymond (Robert Barone) (CBS) (Epizódok: “Raybert”, “A szerencseöltöny”) - Peter Boyle – Szeretünk Raymond (Frank Barone) (CBS) (Epizódok: “Frankie a földszinten”, “Kezdőrúgás”) - Bryan Cranston – Már megint Malcolm (Hal) (Fox) (Epizódok: “Póker”, “Majom”) - Sean Hayes – Will és Grace (Jack McFarland) (NBC) - David Hyde Pierce – Frasier – A dumagép (Dr. Niles Crane) (NBC) | - Doris Roberts – Szeretünk Raymond (Marie Barone )(CBS) (Epizódok: “Marie szobra”, “A szerencseöltöny”) - Kim Cattrall – Szex és New York (Samantha Jones) (HBO) - Wendie Malick – Divatalnokok (Nina Van Horn) (NBC) - Megan Mullally – Will és Grace (Karen Walker) (NBC) - Cynthia Nixon – Szex és New York (Miranda Hobbes) (HBO) |
| Legjobb férfi mellékszereplő (drámasorozat) | Legjobb női mellékszereplő (drámasorozat) |
| - John Spencer – Az elnök emberei (Leo McGarry) (NBC) - Victor Garber – Alias (Jack Bristow) (ABC) - Dulé Hill – Az elnök emberei (Charlie Young) (NBC) - Freddy Rodríguez – Sírhant művek (Federico Diaz) (HBO) - Richard Schiff – Az elnök emberei (Toby Ziegler) (NBC) - Bradley Whitford – Az elnök emberei (Josh Lyman) (NBC)                                                                                | - Stockard Channing – Az elnök emberei (Abbey Bartlet) (NBC) - Lauren Ambrose – Sírhant művek (Claire Fisher) (HBO) - Tyne Daly – Amynek ítélve (Maxine Gray) (CBS) - Janel Moloney – Az elnök emberei (Donna Moss) (NBC) - Mary-Louise Parker – Az elnök emberei (Amy Gardner) (NBC)                                                  |
| Legjobb férfi mellékszereplő (minisorozat, antológiasorozat vagy tévéfilm) | Legjobb női mellékszereplő (minisorozat, antológiasorozat vagy tévéfilm) |
| - Michael Moriarty – James Dean (Winton Dean) (TNT) - Alec Baldwin – Háború a háborúról (Robert McNamara) (HBO) - Jim Broadbent – Churchill - A brit oroszlán (Desmond Morton) (HBO) - Don Cheadle – Things Behind the Sun (Chuck) (Showtime) - Jon Voight – Lázadás (Jürgen Stroop) (NBC) | - Stockard Channing – The Matthew Shepard Story (Judy Shepard) (NBC) - Joan Allen – Artúr király és a nők (Morgause) (TNT) - Anjelica Huston – Artúr király és a nők (Viviane) (TNT) - Diana Rigg – Viktória és Albert (Louise Lehzen) (A&E) - Sissy Spacek – Az utolsó hívás (Zelda Fitzgerald) (Showtime)                            |

#### Egyéb szereplők
| Legjobb egyedülálló alakítás varieté vagy zenés műsorban |
| --- |
| - Sting – A&E in Concert: Sting in Tuscany...All This Time (A&E) - Wayne Brady – Whose Line Is It Anyway? (ABC) - Billy Joel – Billy Joel: In His Own Words (A&E) - Jon Stewart – The Daily Show with Jon Stewart (Comedy Central) - Ryan Stiles – Whose Line Is It Anyway? (ABC) |

### Rendezők
| Legjobb rendező (vígjátéksorozat) | Legjobb rendező (drámasorozat) |
| --- | --- |
| - Szex és New York(Epizód: "Az igazi én") – Michael Patrick King (HBO) - Félig üres(Epizód: "A baba") – Robert B. Weide (HBO) - Már megint Malcolm(Epizód: "Karácsony") – Jeff Melman (Fox) - Dokik(Epizód: "My Old Lady") – Marc Buckland (NBC) - Will és Grace(Epizód: "A Chorus Lie") – James Burrows (NBC)                                                                    | - Sírhant művek(Epizód: "Bevezető rész") – Alan Ball (HBO) - The Shield – Kemény zsaruk(Epizód: "A spicli") – Clark Johnson (FX) - 24(Epizód: "12 és 13 óra között") – Stephen Hopkins (Fox) - Az elnök emberei(Epizód: "Őslakos lobby") – Paris Barclay (NBC) - Az elnök emberei(Epizód: "A rózsák háborúja") – Alex Graves (NBC)          |
| Legjobb rendező (varietésorozat) | Legjobb rendező (minisorozat, antológiasorozat vagy tévéfilm) |
| - 2002. évi téli olimpiai játékok nyitóeseménye – Ron de Moraes, Kenny Ortega, Bucky Gunts (NBC) - 74. Oscar-gála – Louis J. Horvitz (ABC) - America: A Tribute to Heroes – Joel Gallen, Beth McCarthy-Miller - Great Performances: Dance in America(Epizód: "From Broadway: Fosse") – Matthew Diamond (PBS) - Late Show with David Letterman(Epizód: "1688") – Jerry Foley (CBS) | - Az elit alakulat – David Frankel, Tom Hanks, David Leland, Richard Loncraine, David Nutter, Phil Alden Robinson, Mikael Salomon, Tony To (HBO) - Churchill - A brit oroszlán – Richard Loncraine (HBO) - James Dean – Mark Rydell (TNT) - Egy gyilkosság története – Moisés Kaufman (HBO) - Háború a háborúról – John Frankenheimer (HBO) |

### Forgatókönyvírók
| Legjobb forgatókönyv (vígjátéksorozat) | Legjobb forgatókönyv (drámasorozat) |
| --- | --- |
| - The Bernie Mac Show(Epizód: "Pilot") – Larry Wilmore (Fox) - Hivatalból vesztes(Epizód: "Pilot") – Victor Fresco (Fox) - Szeretünk Raymond(Epizód: "A dühös família") – Philip Rosenthal (CBS) - Szeretünk Raymond(Epizód: "Marie szobra") – Jennifer Crittenden (CBS) - Szex és New York(Epizód: "A laptopom én vagyok") – Julie Rottenberg, Elisa Zuritsky (HBO) | - 24(Epizód: "12 és 13 óra között") – Joel Surnow, Robert Cochran (Fox) - Alias(Epizód: "Nehéz kezdet") – J. J. Abrams (ABC) - Vészhelyzet(Epizód: "Az utolsó nap") – John Wells (NBC) - The Shield – Kemény zsaruk(Epizód: "A spicli") – Shawn Ryan (FX) - Az elnök emberei(Epizód: "A rózsák háborúja") – Aaron Sorkin (NBC) |
| Legjobb forgatókönyv (varietésorozat) | Legjobb forgatókönyv (minisorozat vagy tévéfilm) |
| - Saturday Night Live (NBC) - America: A Tribute to Heroes - The Daily Show with Jon Stewart (Comedy Central) - Late Night with Conan O'Brien (NBC) - Late Show with David Letterman (CBS) | - Churchill - A brit oroszlán – Larry Ramin, Hugh Whitemore (HBO) - Az elit alakulat – Erik Bork, E. Max Frye, Tom Hanks, Erik Jendresen, Bruce C. McKenna, John Orloff, Graham Yost (HBO) - Egy gyilkosság története – Stephen Belber, Leigh Fondakowski, Amanda Gronich, Moisés Kaufman, Jeffrey LaHoste, John McAdams, Andy Paris, Greg Pierotti, Barbara Pitts, Kelli Simpkins, Stephen Wangh (HBO) - Háború a háborúról – Daniel Giat (HBO) - Shackleton: Túlélni az Antarktiszt – Charles Sturridge (A&E) |

## Műsorvezetők
A gálán az alábbi műsorvezetők működtek közre:
- A Jóbarátok stábja
- Marg Helgenberger
- William Petersen
- Cloris Leachman
- Anthony LaPaglia
- Jon Stewart
- Maura Tierney
- Noah Wyle
- Heather Locklear
- Simon Baker
- Bernie Mac
- Tina Fey
- Jimmy Fallon
- A The Osbournes stábja
- Debra Messing
- Eric McCormack
- Michael Chiklis
- Jill Hennessy
- Charles S. Dutton
- Patricia Clarkson
- Ray Romano
- Tom Hanks
- Ellen DeGeneres
- Jennifer Garner
- Kiefer Sutherland
- Amy Brenneman
- Jimmy Smits
- Martin Sheen
- Dennis Haysbert
- Garry Shandling
- Bob Newhart
- Suzanne Pleshette
- Kelsey Grammer
- Cynthia Nixon
- Kim Cattrall
- Kristin Davis
- Rudolph W. Giuliani
- Jay Leno

## In Memoriam
A gála "in memoriam" szegmense az alábbi elhunyt személyekről emlékezett meg:
- Rod Steiger
- James Gregory
- Kim Hunter
- Roy Huggins
- LaWanda Page
- Chick Hearn
- Rosemary Clooney
- Paul Tripp
- Peter Matz
- Jack Buck
- Avery Schreiber
- Dave Wilson
- Matt Robinson
- Howard K. Smith
- Dudley Moore
- Chuck Jones
- Dick Schaap
- Reginald Rose
- Pat Weaver
- Ted Demme
- Robert Urich
- Eileen Heckart
- John Frankenheimer
- Lew Wasserman
- Milton Berle

## Fordítás
- Ez a szócikk részben vagy egészben  a(z)   54th Primetime Emmy Awards című angol Wikipédia-szócikk fordításán alapul.  Az eredeti cikk szerkesztőit annak laptörténete sorolja fel. Ez a jelzés csupán a megfogalmazás eredetét és a szerzői jogokat jelzi, nem szolgál a cikkben szereplő információk forrásmegjelöléseként.